# Chamaesphecia emba
Chamaesphecia emba is een vlinder uit de familie wespvlinders (Sesiidae), onderfamilie Sesiinae.
De wetenschappelijke naam van de soort is voor het eerst geldig gepubliceerd door Gorbunov in 2001. De soort komt voor in het Palearctisch gebied.